# Дорожнянка
Дорожня́нка (укр. Дорожня́нка) — село в Гуляйпольской городской общине Пологовского района Запорожской области Украины.

## Общие сведения
Население по переписи 2001 года составляло 332 человека. Почтовый индекс — 70234. Телефонный код — 06145.

## Географическое положение
Село Дорожнянка находится в 16 км от райцентра, и в 10 км от города Гуляйполе. Через село проходит автомобильная дорога Т-0401.

## История
- 1922 — год основания.